# Juan Monjardín
Juan Monjardín Callejón (La Coruña, 24 aprile 1903 – Villatobas, 13 novembre 1950) è stato un calciatore spagnolo, di ruolo attaccante.

## Carriera

### Club
Giocò tutta la carriera per il Real Madrid.

### Nazionale
Fu convocato per le Olimpiadi del 1924.